# علی عباسپور طهرانی فرد
علی عباسپور طهرانی‌فرد (زادهٔ ۱۳۲۹ تهران)، استاد تمام بازنشسته‌ی گروه قدرت دانشکده مهندسی برق دانشگاه صنعتی شریف و استاد همکار دانشکده مهندسی انرژی، رئیس سابق واحد علوم و تحقیقات دانشگاه آزاد اسلامی، رئیس کمیسیون آموزش و تحقیقات دوره‌های هفتم و هشتم مجلس شورای اسلامی و عضو شورای عالی انقلاب فرهنگی است. او برادر حسن عباس‌پور و برادر همسر عبدالله جاسبی است. عباسپور عضو سابق شورای مرکزی حزب موتلفه اسلامی است.

## تحصیلات
او تحصیلات ابتدایی را در دبستان روزبه و متوسطه را در دبیرستان علوی به پایان رساند. تحصیلات دانشگاهی خود را در رشته‌ی مهندسی برق در دانشگاه امیرکبیر به پایان رساند و همزمان با استخدام در این دانشگاه، موفق به اخذ مدرک فوق لیسانس در رشتهٔ مهندسی هسته‌ای از دانشگاه تهران شد. او توانست با استفاده از بورس تحصیلی وارد ام آی تی شود و درجه‌ی تخصصی مهندسی و فوق لیسانس مدیریت سوخت نیروگاه‌های هسته‌ای را با حمایت وزارت انرژی ایالات متحده دریافت کند.
عباسپور تهرانی فرد، سپس به دانشگاه برکلی در کالیفرنیا در آمریکا رفت و در ۱۹۸۴ در رشته مهندسی هسته‌ای دکترای خود را گرفت. همزمان با تحصیل در آمریکا با فعالیت انجمن اسلامی دانشجویان در آمریکا و کانادا آشنا گردید و با عضویت در این انجمن سعی در رسیدن به اهداف نظام اسلامی و سازماندهی دانشجویان مسلمان ایرانی در آمریکا نمود. پس از اخذ درجه‌ی دکترای مهندسی به ایران بازگشت و در دانشکده مهندسی برق دانشگاه صنعتی شریف استخدام گردید که چندی بعد به‌عنوان ریاست دانشکده برگزیده شد.